# Futebol Clube da Lixa
Maillots
Le Futebol Clube da Lixa est un club de football portugais basé à Lixa dans la municipalité de Felgueiras.

## Historique
Le club passe 4 saisons en deuxième division entre 1983 et 1988.
Il obtient son meilleur classement en D2 lors de la saison 1983-1984.
Lors de cette saison, le club se classe 10e de la Poule Nord de D2, avec 10 victoires, 8 matchs nuls, 12 défaites et un total de 28 points.